# Deloit (Iowa)
Pour les articles homonymes, voir Deloit.
Deloit est une ville du comté de Crawford, en Iowa, aux États-Unis. Elle est incorporée le 19 mai 1900. 

## Source de la traduction
- (en) Cet article est partiellement ou en totalité issu de l’article de Wikipédia en anglais intitulé « Deloit, Iowa » (voir la liste des auteurs).